# فیلیپ ردون
فیلیپ ردون (انگلیسی: Philippe Redon; ۱۲ دسامبر ۱۹۵۰ – ۱۲ مه ۲۰۲۰ (aged 69)) بازیکن فوتبال اهل فرانسه بود.
از باشگاه‌هایی که در آن بازی کرده‌است می‌توان به باشگاه فوتبال متس، باشگاه فوتبال پاری سن ژرمن، باشگاه فوتبال رن، باشگاه فوتبال بوردو، باشگاه فوتبال ستاره سرخ، و باشگاه فوتبال سن-اتین اشاره کرد.